# Franziskanerkloster Tauberbischofsheim
Das Franziskanerkloster Tauberbischofsheim (früher Franziskanerkloster Bischofsheim) war von 1629 bis zu seiner Aufhebung 1823 ein Kloster des Franziskanerordens in Tauberbischofsheim im Main-Tauber-Kreis in Baden-Württemberg.

## Geschichte

### Franziskanerkloster
Im Jahre 1629 leistete Pater Adam Bürvenich (1603–1676) aus der Kölnischen Franziskanerprovinz (Ordensprovinz Colonia) Aushilfe in Tauberbischofsheim. Daraufhin stimmten der Tauberbischofsheimer Stadtrat, der Amtmann und der örtliche Pfarrer der Gründung einer Franziskanerniederlassung zu. Die Franziskaner siedelten sich zunächst im Kaplaneihaus an der Sebastianskapelle an.
Von 1631 bis 1635 stand Tauberbischofsheim unter schwedischer Besatzung. Auch in dieser Zeit waren die Franziskaner in Tauberbischofsheim aktiv. 1631 fand in der Klosterkirche eine Primiz, statt und 1634 pflegten die Franziskaner Pestkranke.

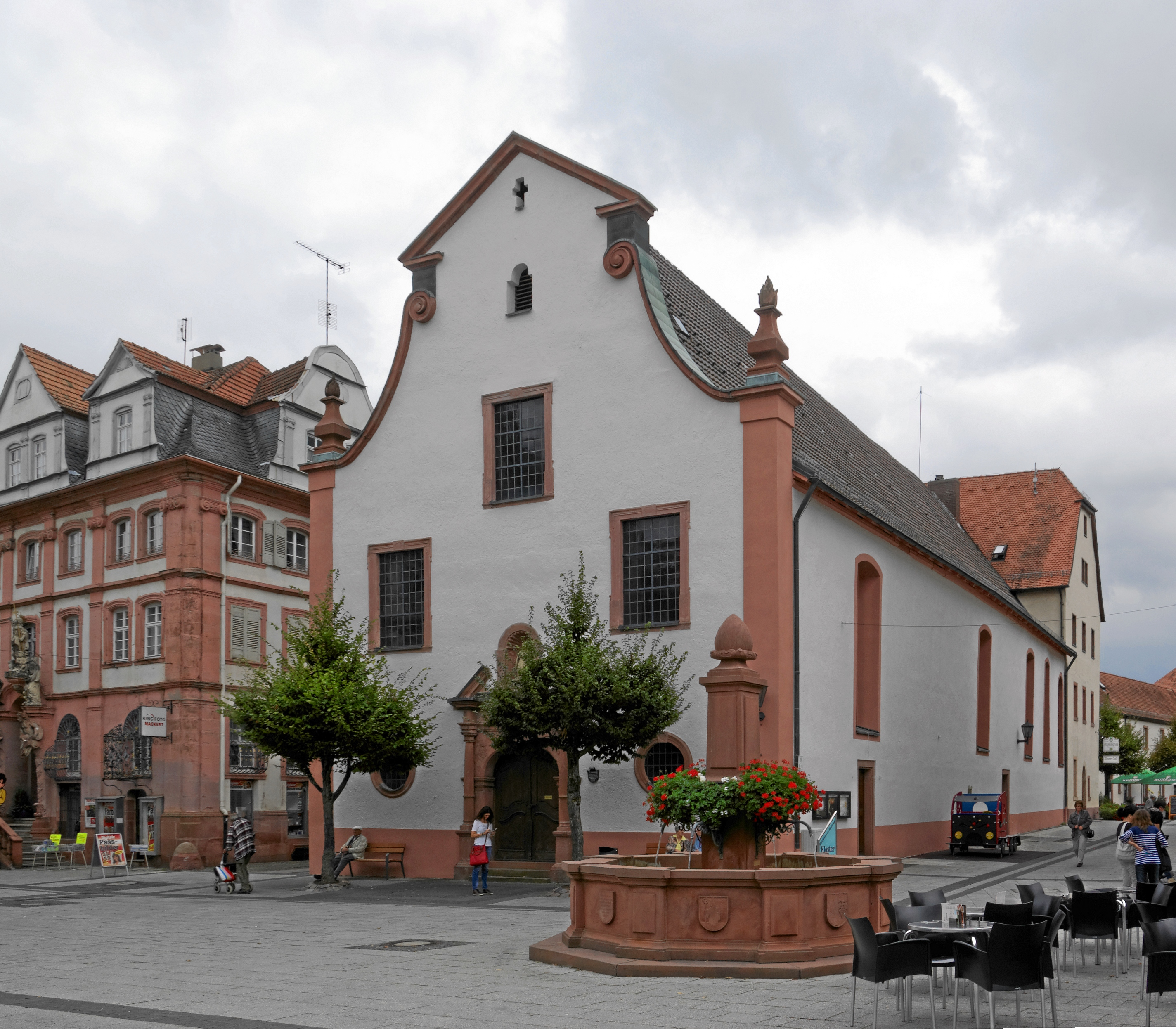
Die Liobakirche in Tauberbischofsheim (Klosterkirche der Franziskaner), rechts davon der Eingang in den Klosterhof

Am 8. März 1636 wies der Kurfürst den Franziskanern einen Teil des Hospitals zu. Daraufhin siedelten sie vom Kaplaneihaus ins Tauberbischofsheimer Hospital mit der angrenzenden Elisabethkapelle über. Benachbarte Grundstücke wurden mit der Zeit dazu erworben, und 1655 fand eine bauliche Erweiterung des Klosters statt. Bereits ein Jahr später kam es zur Grundsteinlegung der Liobakirche. Hauptpatronin der Klosterkirche wurde durch einen Beschluss des Provinzkapitels der Colonia die Heilige Lioba von Tauberbischofsheim, nachdem der Klostergründer, Pater Adam Bürvenich, mehrere Reliquien der Heiligen nach Tauberbischofsheim bringen ließ und in einem Schrein der Kirche verwahrte. Die bisherige Elisabethkapelle wurde fortan Liobakirche genannt.
Im Jahr 1665 übernahmen Franziskaner der Thüringischen Franziskanerprovinz (Thuringia) das Kloster Tauberbischofsheim. 1702 gab es einen erfolglosen Versuch der Franziskaner, das Kloster zu erweitern, da die kurfürstlichen Beamten einen Bauplatz für einen Neubau vor den Toren der Stadt ablehnten. In den Jahren 1719 bis 1722 kam es jedoch zu einem weiteren Ausbau des Klosters. Das Kloster wurde von Grund auf neu gebaut und vierflügelig angelegt. Die Klosterkirche wurde zudem vergrößert, und die bisherige Sakristei wurde Chor der Kirche. Hinter dem Chor baute man eine neue Sakristei. Ein Hochwasser von 1732 ermöglichte die Erweiterung des Klostergartens, da stark beschädigte Nebengebäude zuvor abgerissen wurden.
Im November 1687 bat der Tauberbischofsheim Rat das Provinzkapitel der Thuringia, einen Lehrer anzustellen, der ein Jahr darauf mit dem Unterricht in den drei oberen Klassen des Tauberbischofsheimer Franziskanergymnasiums, dem heutigen Matthias-Grünewald-Gymnasium, begann. In den unteren Klassen unterrichteten weiterhin weltliche Lehrer.
1803 fiel Tauberbischofsheim an das Fürstentum Leiningen. Für das Franziskanerkloster ergaben sich dadurch keine Auswirkungen. Als die Stadt jedoch ab 1806 zum Großherzogtum Baden gehörte, musste der Etat drastisch gekürzt werden. 1823 kam es schließlich zur Auflösung des Klosters. 1862 brannte ein Teil der ehemaligen Gebäude ab, wurde aber wieder aufgebaut, da dort inzwischen das Tauberbischofsheimer Gymnasium untergebracht war. Im Jahre 1954 wurde das ehemalige Franziskanergymnasium in „Matthias-Grünewald-Gymnasium“ umbenannt.

### Tätigkeitsfelder
Im Bereich der Seelsorge führten die Franziskaner zu den Hochfesten wieder Prozessionen ein. Daneben gründeten sie eine Gürtelbruderschaft. Bereits ab 1629 übernahmen die Franziskaner die Kaplanei und betreuten zeitweise die gesamte Pfarrei. Auch der Gymnasialunterricht stellte ein wichtiges Wirkungsfeld der Ordensleute dar.
Neben dem Gymnasialunterricht gab es von 1677 bis 1785 im Bischofsheimer Konvent immer wieder verschiedene Zweige des ordenseigenen Studiums zur Ausbildung des Nachwuchses der Ordensprovinz. Im Jahre 1705 wurden zwei Theologielektoren der Tauberbischofsheimer Franziskaner zu Disputationen an die Universität Würzburg geladen.
An allen Sonn- und Feiertagen hielten die Franziskaner die Frühmesse in der städtischen Pfarrkirche.
Als es 1823 zur Auflösung des Klosters kam, gaben die Franziskaner auch ihre Lehrtätigkeit auf.

## Frühere und heutige Nutzung

### Benediktinerinnenkloster
Im Jahre 1968 wurden bei einer Restaurierung der ehemaligen Klosterkirche (veranlasst durch den Dekan Ludwig Mönch des Dekanats Tauberbischofsheim) Grabungen durchgeführt. Dabei konnten Mauerreste einer früheren Ost-West-Kirche aus vermutlich karolingischer Zeit gefunden werden. Zudem wurden unter der Orgelempore Gräber gefunden. Vermutlich handelt es sich hierbei um die Überreste des Benediktinerinnen- bzw. Lioba-Klosters aus dem 8. Jahrhundert.

### Stadtverwaltung
Zwischen 1982 und 1985 kam es zur Sanierung des Klosterhofes. Nach dem Umbau wurde die Stadtverwaltung der Stadt Tauberbischofsheim im Klosterhof untergebracht.